# Лёгкое пиво
Лёгкое пиво (англ. Light beer или англ. Lite beer) — пиво, обычно светлый лагер, с пониженным содержанием алкоголя или калорий по сравнению с обычным пивом.

## История
Впервые термин был использован в маркетинге в 1940-х годах, когда пивоваренная компания Coors Brewing Company продавала пиво Coors Light в течение короткого периода до Второй мировой войны, более успешно возобновив его в 1978 году как светлое пиво с содержанием алкоголя в 4,2 %. В 1967 году пивоварня Rheingold Brewery выпустила на рынок светлый лагер с содержанием алкоголя 4,2 % — диетическое пиво Gablinger’s Diet Beer, как пиво для людей, сидящих на диете. Оно не имело успеха, и рецепт был передан чикагской пивоваренной компании Peter Hand, которая продавала его под названием Meister Brau Lite. Позднее компания Peter Hand провела ребрендинг под названием Meister Brau Brewing (чтобы выделить свой главный продукт в попытке выйти на национальный рынок), но после финансовых проблем в 1972 году продала линейку пива Meister Brau компании Miller Brewing Company. Последняя вновь выпустила пиво под названием Miller Lite.
Наиболее популярными брендами лёгкого пиво в США являются Bud Light, Miller Lite и Coors Light.

## Характеристики
Лёгкое пиво с низким содержанием алкоголя позволяет потребителям выпить больше пива за более короткий период времени, не опьянев. Низкое содержание алкоголя также может означать меньшую стоимость пива, особенно там, где акциз определяется содержанием алкоголя. Снижение калорийности пива достигается в первую очередь за счет снижения содержания углеводов, а во вторую — за счет снижения содержания алкоголя, поскольку и углеводы, и алкоголь вносят вклад в калорийность пива.
Лёгкое пиво может быть выбрано теми, кто хочет контролировать потребление алкоголя или калорий, однако иногда его критикуют за то, что оно менее ароматно, чем полноценное пиво, или за то, что на вкус оно «водянистое».
Существует мнение, что «лёгкое пиво» является лишь маркетинговым приёмом, который внушает потребителям ощущение, что лёгкое пиво менее вредно для здоровья. К примеру, Bud Light, продающийся в США, имеет всего на 33 калории меньше, чем стандартный Bud.